# Kill or Be Killed (Biohazard)
Kill or Be Killed è il settimo album in studio del gruppo musicale statunitense Biohazard, pubblicato nel 2003.
Originariamente intitolato Never Forgive, Never Forget, la band decise all'ultimo momento di cambiarne il nome.

## Tracce
1. Intro – 0:26
2. World On Fire – 2:34
3. Never Forgive, Never Forget – 4:13
4. Kill Or Be Killed – 2:39
5. Heads Kicked In – 4:38
6. Beaten Senseless – 2:08
7. Make My Stand – 2:37
8. Open Your Eyes – 3:15
9. Penalty – 3:01
10. Dead To Me – 4:04
11. Hallowed Ground – 6:55

## Formazione
- Evan Seinfeld - voce, basso
- Billy Graziadei - voce, chitarra
- Carmine Vincent - chitarra
- Danny Schuler - batteria